# Liga LEB Plata 2011-12
La temporada 2011-12 de la LEB Plata fue la decimosegunda temporada de la segunda liga LEB organizada por la FEB, tercera división en España. Nombrada también Adecco Plata por motivos de patrocinio.

## Formato
Trece equipos participaron en la temporada regular. La temporada se inició en el 8 de octubre de 2011 y  finalizó el 25 de mayo de 2012.
Se utilizó el formato de round robin donde cada equipo juega dos veces contra cada rival alternando la localía. El campeón de la temporada regular obtuvo el ascenso a la LEB Oro para la próxima temporada, los ocho siguientes equipos entraron a un playoff donde el ganador ascendió también.
El último equipo en la clasificación descendió a la Liga EBA.

## Participantes
Un total de 13 equipos compitieron en la liga, incluidos 8 equipos de la temporada 2010-11, un descendido de la liga LEB Oro y cuatro ascendidos de la Liga EBA.
Equipos descendidos de LEB Oro
- Aguas de Sousas Ourense.

Equipos ascendidos desde Liga EBA
- Aurteneche Maquinaria.
- Gandía Bàsquet.
- Tenerife Baloncesto (al ocupar vacantes).
- Omnia CB Las Rozas (al ocupar vacantes, ascendió desde la Primera División).

### Información de los equipos
| Equipo                                  | Ciudad                 | Pabellón                     | Fundación | Entrenador          |
| --------------------------------------- | ---------------------- | ---------------------------- | --------- | ------------------- |
| Aguas de Sousas Ourense                 | Orense                 | Pazo dos Deportes Paco Paz   | 1979      | Rubén Domínguez     |
| Aurteneche Maquinaria Araba/Álava       | Vitoria                | Polideportivo Mendizorroza   | 1994      | Iñaki Merino        |
| CB Prat Joventut                        | El Prat de Llobregat   | Pavelló Joan Busquets        | 1951      | Carles Durán        |
| Barça Regal B                           | Barcelona              | Palau Blaugrana              | 1926      | Borja Comenge       |
| Fontedoso Carrefour El Bulevar de Ávila | Ávila                  | CU Múltiples Carlos Sastre   | 2001      | Armando Gómez       |
| Gandía Bàsquet                          | Gandía                 | Pavelló Municipal de Gandía  | 1981      | Víctor Rubio        |
| Lan Mobel ISB                           | Azpeitia               | Polideportivo Municipal      | 1975      | Iurgi Caminos       |
| Leyma Natura Básquet Coruña             | La Coruña              | Polideportivo de Riazor      | 1995      | Antonio Pérez       |
| Omnia CB Las Rozas                      | Las Rozas              | Polideportivo Las Matas      | 1987      | Alonso de Madariaga |
| Oviedo Club Baloncesto                  | Oviedo                 | Polideportivo de Pumarín     | 2004      | Alfredo Riera       |
| Plasencia Extremadura                   | Plasencia              | Pabellón Ciudad de Plasencia | 1978      | Rafa Gomáriz        |
| BC River Andorra                        | Andorra la Vieja       | Poliesportiu d'Andorra       | 1970      | Joan Peñarroya      |
| Tenerife Baloncesto                     | Santa Cruz de Tenerife | Polideportivo Municipal      | 1996      | Jou Costa           |

### Equipos por comunidades autónomas
| Comunidad autónoma   | N.º | Equipos                                               |
| -------------------- | --- | ----------------------------------------------------- |
| Cataluña             | 2   | CB Prat Joventut y Barça Regal B                      |
| País Vasco           | 2   | Lan Mobel ISB y Aurteneche Maquinqria Araba/Álava     |
| Galicia              | 2   | Aguas de Sousas Ourense y Leyma Natura Básquet Coruña |
| Canarias             | 1   | Tenerife Baloncesto                                   |
| Comunidad de Madrid  | 1   | Omnia CB Las Rozas                                    |
| Comunidad Valenciana | 1   | Gandía Bàsquet                                        |
| Castilla y León      | 1   | Fontedoso Carrefour El Bulevar de Ávila               |
| Extremadura          | 1   | Plasencia Extremadura                                 |
| Asturias             | 1   | Oviedo Club Baloncesto                                |
| Andorra              | 1   | BC River Andorra                                      |

## Temporada regular

### Clasificación
| #  | Equipo                                  | J  | G  | P  | PF   | PC   | PT | Ascenso o descenso               |
| -- | --------------------------------------- | -- | -- | -- | ---- | ---- | -- | -------------------------------- |
| 1  | BC River Andorra                        | 24 | 19 | 5  | 1825 | 1578 | 43 | Ascenso directo a la LEB Oro     |
| 2  | Aguas de Sousas Ourense                 | 24 | 17 | 7  | 1764 | 1663 | 41 | Playoffs de ascenso a la LEB Oro |
| 3  | CB Prat Joventut                        | 24 | 15 | 9  | 1800 | 1694 | 39 | Playoffs de ascenso a la LEB Oro |
| 4  | Omnia CB Las Rozas                      | 24 | 15 | 9  | 1845 | 1763 | 39 | Playoffs de ascenso a la LEB Oro |
| 5  | Leyma Natura Básquet Coruña             | 24 | 13 | 11 | 1683 | 1576 | 37 | Playoffs de ascenso a la LEB Oro |
| 6  | Aurteneche Maquinaria Araba/Álava (C)   | 24 | 13 | 11 | 1748 | 1734 | 37 | Playoffs de ascenso a la LEB Oro |
| 7  | Barça Regal B                           | 24 | 12 | 12 | 1856 | 1845 | 36 | Playoffs de ascenso a la LEB Oro |
| 8  | Fontedoso Carrefour El Bulevar de Ávila | 24 | 12 | 12 | 1589 | 1605 | 36 | Playoffs de ascenso a la LEB Oro |
| 9  | Lan Mobel ISB                           | 24 | 12 | 12 | 1751 | 1747 | 36 | Playoffs de ascenso a la LEB Oro |
| 10 | Oviedo Club Baloncesto                  | 24 | 8  | 16 | 1724 | 1888 | 32 |                                  |
| 11 | Plasencia Extremadura                   | 24 | 8  | 16 | 1629 | 1752 | 32 |                                  |
| 12 | Tenerife Baloncesto                     | 24 | 7  | 17 | 1764 | 1849 | 31 |                                  |
| 13 | Gandía Bàsquet                          | 24 | 5  | 19 | 1564 | 1848 | 29 | Descenso directo a la Liga EBA   |

(C) = Campeón de la Copa LEB PLATA

### Resultados
|                                         | COB   | ARA   | PRAT  | FCB   | AVI   | GAN   | ISB   | COR   | ROZ   | OCB    | PLA   | BCA   | TF      |
| Aguas de Sousas Ourense                 |       | 68–62 | 62–52 | 79–69 | 69–51 | 75–81 | 74–62 | 67–66 | 88–70 | 75–58  | 76–61 | 82–66 | 68–57   |
| Aurteneche Maquinaria Araba/Álava       | 81–76 |       | 84–64 | 80–92 | 79–74 | 78–57 | 71–82 | 79–81 | 80–91 | 77–65  | 77–74 | 69–81 | 70–78   |
| CB Prat Joventut                        | 71–70 | 69–74 |       | 77–76 | 64–81 | 89–67 | 82–70 | 71–67 | 90–75 | 101–53 | 78–68 | 75–70 | 85–70   |
| Barça Regal B                           | 72–77 | 52–64 | 88–93 |       | 74–64 | 89–71 | 94–82 | 82–65 | 82–66 | 75–81  | 79–72 | 93–88 | 89–79   |
| Fontedoso Carrefour El Bulevar de Ávila | 69–56 | 48–47 | 62–78 | 76–62 |       | 73–51 | 75–70 | 61–53 | 74–77 | 68–57  | 70–60 | 56–54 | 70–79   |
| Gandía Bàsquet                          | 73–83 | 66–65 | 62–90 | 61–69 | 51–65 |       | 49–69 | 62–69 | 72–80 | 69–74  | 78–61 | 52–78 | 63–61   |
| Lan Mobel ISB                           | 84–70 | 81–84 | 73–66 | 78–80 | 66–53 | 89–69 |       | 58–71 | 76–64 | 82–78  | 82–89 | 73–83 | 78–73   |
| Leyma Natura Básquet Coruña             | 66–75 | 72–48 | 68–65 | 66–61 | 81–57 | 84–60 | 54–62 |       | 68–76 | 91–71  | 89–58 | 52–65 | 81–60   |
| Omnia CB Las Rozas                      | 71–78 | 76–79 | 75–61 | 93–66 | 73–64 | 85–69 | 76–57 | 64–61 |       | 86–67  | 80–81 | 74–83 | 89–86   |
| Oviedo Club Baloncesto                  | 74–80 | 76–82 | 59–80 | 83–79 | 79–67 | 64–69 | 78–66 | 86–82 | 72–82 |        | 79–54 | 63–78 | 101–105 |
| Plasencia Extremadura                   | 77–68 | 68–77 | 62–69 | 67–74 | 75–59 | 84–71 | 68–63 | 54–67 | 62–75 | 76–55  |       | 58–71 | 75–57   |
| BC River Andorra                        | 91–53 | 76–73 | 83–70 | 78–63 | 77–72 | 87–66 | 67–70 | 66–48 | 76–72 | 81–51  | 76–65 |       | 72–60   |
| Tenerife Baloncesto                     | 80–85 | 67–68 | 75–70 | 91–80 | 73–80 | 81–55 | 73–78 | 65–81 | 71–75 | 73–98  | 82–60 | 68–78 |         |

## Play-offs de ascenso a la LEB Oro
|  | Cuartos Abril 24, 27, 29 | Cuartos Abril 24, 27, 29           | Cuartos Abril 24, 27, 29 | Cuartos Abril 24, 27, 29    | Cuartos Abril 24, 27, 29 |    |                  | Semifinales Mayo 4, 6, 9, 11, 13 | Semifinales Mayo 4, 6, 9, 11, 13 | Semifinales Mayo 4, 6, 9, 11, 13 | Semifinales Mayo 4, 6, 9, 11, 13 | Semifinales Mayo 4, 6, 9, 11, 13 | Semifinales Mayo 4, 6, 9, 11, 13 | Semifinales Mayo 4, 6, 9, 11, 13 |   |                         | Final Mayo 18, 20, 23, 25, 27 | Final Mayo 18, 20, 23, 25, 27 | Final Mayo 18, 20, 23, 25, 27 | Final Mayo 18, 20, 23, 25, 27 | Final Mayo 18, 20, 23, 25, 27 | Final Mayo 18, 20, 23, 25, 27 | Final Mayo 18, 20, 23, 25, 27 |  |
|  |                          |                                    |                          |                             |                          |    |                  |                                  |                                  |                                  |                                  |                                  |                                  |                                  |   |                         |                               |                               |                               |                               |                               |                               |                               |  |
|  |                          |                                    |                          |                             |                          |    |                  |                                  |                                  |                                  |                                  |                                  |                                  |                                  |   |                         |                               |                               |                               |                               |                               |                               |                               |  |
|  | 2                        | Aguas de Sousas Ourense            | 86                       | 66                          | 83                       |    |                  |                                  |                                  |                                  |                                  |                                  |                                  |                                  |   |                         |                               |                               |                               |                               |                               |                               |                               |  |
|  | 2                        | Aguas de Sousas Ourense            | 86                       | 66                          | 83                       |    |                  |                                  |                                  |                                  |                                  |                                  |                                  |                                  |   |                         |                               |                               |                               |                               |                               |                               |                               |  |
|  | 9                        | Lan Mobel ISB                      | 87                       | 59                          | 69                       |    |                  |                                  |                                  |                                  |                                  |                                  |                                  |                                  |   |                         |                               |                               |                               |                               |                               |                               |                               |  |
|  | 9                        | Lan Mobel ISB                      | 87                       | 59                          | 69                       |    | 2                | Aguas de Sousas Ourense          | 69                               | 94                               | 61                               | 63                               | 79                               |                                  |   |                         |                               |                               |                               |                               |                               |                               |                               |  |
|  |                          |                                    |                          |                             |                          |    | 2                | Aguas de Sousas Ourense          | 69                               | 94                               | 61                               | 63                               | 79                               |                                  |   |                         |                               |                               |                               |                               |                               |                               |                               |  |
|  |                          |                                    | 6                        | Aurteneche Maq. Araba/Álava | 59                       | 92 | 75               | 70                               | 65                               |                                  |                                  |                                  |                                  |                                  |   |                         |                               |                               |                               |                               |                               |                               |                               |  |
|  | 5                        | Leyma Natura Básquet Coruña        | 6                        | Aurteneche Maq. Araba/Álava | 59                       | 92 | 75               | 70                               | 65                               | 89                               | 66                               |                                  |                                  |                                  |   |                         |                               |                               |                               |                               |                               |                               |                               |  |
|  | 5                        | Leyma Natura Básquet Coruña        |                          |                             |                          |    |                  |                                  |                                  |                                  |                                  |                                  |                                  |                                  |   |                         |                               |                               |                               |                               |                               |                               |                               |  |
|  | 6                        | Aurteneche Maq. Araba/Álava        | 92                       | 69                          |                          |    |                  |                                  |                                  |                                  |                                  |                                  |                                  |                                  |   |                         |                               |                               |                               |                               |                               |                               |                               |  |
|  | 6                        | Aurteneche Maq. Araba/Álava        | 92                       | 69                          |                          |    |                  |                                  |                                  |                                  |                                  |                                  |                                  |                                  | 2 | Aguas de Sousas Ourense | 76                            | 64                            | 67                            | 88                            |                               |                               |                               |  |
|  |                          |                                    |                          |                             |                          |    |                  |                                  |                                  |                                  |                                  |                                  |                                  |                                  | 2 | Aguas de Sousas Ourense | 76                            | 64                            | 67                            | 88                            |                               |                               |                               |  |
|  |                          |                                    | 3                        | CB Prat Joventut            | 65                       | 52 | 80               | 69                               |                                  |                                  |                                  |                                  |                                  |                                  |   |                         |                               |                               |                               |                               |                               |                               |                               |  |
|  | 3                        | CB Prat Joventut                   | 3                        | CB Prat Joventut            | 65                       | 52 | 80               | 69                               | 78                               | 62                               |                                  |                                  |                                  |                                  |   |                         |                               |                               |                               |                               |                               |                               |                               |  |
|  | 3                        | CB Prat Joventut                   |                          |                             |                          |    |                  |                                  |                                  |                                  |                                  |                                  |                                  |                                  |   |                         |                               |                               |                               |                               |                               |                               |                               |  |
|  | 8                        | Fontedoso Car. El Bulevar de Ávila | 62                       | 57                          |                          |    |                  |                                  |                                  |                                  |                                  |                                  |                                  |                                  |   |                         |                               |                               |                               |                               |                               |                               |                               |  |
|  | 8                        | Fontedoso Car. El Bulevar de Ávila | 62                       | 57                          |                          | 3  | CB Prat Joventut | 80                               | 72                               | 81                               | 83                               |                                  |                                  |                                  |   |                         |                               |                               |                               |                               |                               |                               |                               |  |
|  |                          |                                    |                          |                             |                          | 3  | CB Prat Joventut | 80                               | 72                               | 81                               | 83                               |                                  |                                  |                                  |   |                         |                               |                               |                               |                               |                               |                               |                               |  |
|  |                          |                                    | 7                        | Barça Regal B               | 74                       | 81 | 77               | 79                               |                                  |                                  |                                  |                                  |                                  |                                  |   |                         |                               |                               |                               |                               |                               |                               |                               |  |
|  | 4                        | Omnia CB Las Rozas                 | 7                        | Barça Regal B               | 74                       | 81 | 77               | 79                               | 75                               | 72                               |                                  |                                  |                                  |                                  |   |                         |                               |                               |                               |                               |                               |                               |                               |  |
|  | 4                        | Omnia CB Las Rozas                 |                          |                             |                          |    |                  |                                  |                                  |                                  |                                  |                                  |                                  |                                  |   |                         |                               |                               |                               |                               |                               |                               |                               |  |
|  | 7                        | Barça Regal B                      | 79                       | 86                          |                          |    |                  |                                  |                                  |                                  |                                  |                                  |                                  |                                  |   |                         |                               |                               |                               |                               |                               |                               |                               |  |
|  | 7                        | Barça Regal B                      | 79                       | 86                          |                          |    |                  |                                  |                                  |                                  |                                  |                                  |                                  |                                  |   |                         |                               |                               |                               |                               |                               |                               |                               |  |
|  |                          |                                    |                          |                             |                          |    |                  |                                  |                                  |                                  |                                  |                                  |                                  |                                  |   |                         |                               |                               |                               |                               |                               |                               |                               |  |

## Postemporada
Ascendieron a LEB Oro:
- BC River Andorra (Campeones).
- Aguas de Sousas Ourense (Subcampeones).
- Leyma Natura Básquet Coruña (al ocupar vacantes).
- Barça Regal B (al ocupar vacantes).

Descendieron de LEB Oro:
- CB Granada (descendió y desapareció).[1]
- Clínicas Rincón Benahavís.

Descendieron a Liga EBA:
- Gandía Bàsquet.

Renunciaron a la LEB Plata:
- Tenerife Baloncesto.
- Plasencia Extremadura.[2]
- Omnia CB Las Rozas.

Ascendieron desde Liga EBA:
- Cafés Aitona.
- Platja de Palma.
- Amics del Bàsquet Castelló (al ocupar vacantes).
- (  Eninter CB Santfeliuenc y  Sabadell Sant Nicolau renunciaron al ascenso).[3][4]

Ascendieron a  LEB Plata:
- CEBA Guadalajara (al ocupar vacantes, ascendió desde la Primera División).
- Gran Canaria B (al ocupar vacantes, la temporada anterior no participó en ninguna categoría).

La LEB Plata se reduciría  a 11 equipos en la siguiente temporada.

## Copa LEB Plata
Después de la primera mitad de la liga, los dos primeros equipos en la clasificación jugaron la Copa LEB Plata en casa del primer clasificado. El campeón de esta copa jugaría el play off como primer clasificado siempre y cuando terminase clasificado entre el segundo y quinto puesto. Se jugó el 29 de enero de 2012.

### Equipos clasificados
| Equipo                            | Posición | Fecha de clasificación | Participaciones |
| --------------------------------- | -------- | ---------------------- | --------------- |
| BC River Andorra                  | 1        | 8 de enero de 2012     | Segunda         |
| Aurteneche Maquinaria Araba/Álava | 2        | 13 de enero de 2012    | Primera         |

### Final
| 29 de enero de 2012 18:00 (CET) | BC River Andorra                                                                                  | 74–82                     | Aurteneche Maquinaria Araba/Álava                                                                 | Sede: Andorra la Vieja |  |
|                                 | Parciales: 10-22, 22-23, 14-13, 28-24                                                             |                           |                                                                                                   | |  |
|                                 | Estadísticas Federico Bavosi 25 Pablo Sánchez Iñurritegui 10 Federico Bavosi 5 Federico Bavosi 32 | Boxscore Pts Reb Asts Val | Estadísticas 19 Alberto Ausina 14 Alex Charles Thompson 5 Ander Ortiz de Pinedo 30 Alberto Ausina | Pabellón: Poliesportiu D'Andorra Asistencia: 4.000 espectadores Árbitros: Jesús Marcos Martínez Prada Javier Jerez Vázquez Juan Alberto Pinela García Televisión: FEB TV |  |

## MVP de la jornada
| Jornada | Nombre                | Equipo                                      | Val |
| ------- | --------------------- | ------------------------------------------- | --- |
| 1       | Sammy Monroe          | Tenerife Baloncesto                         | 45  |
| 2       | Albert Ausina         | Aurteneche Maquinaria Araba/Álava           | 26  |
| 3       | José María Balmón     | Omnia CB Las Rozas                          | 26  |
| 3       | Alfredo Ott           | Lan Mobel ISB                               | 26  |
| 4       | Alex Thompson         | Aurteneche Maquinaria Araba/Álava (2)       | 35  |
| 5       | Kim Adams             | Leyma Natura Básquet Coruña                 | 27  |
| 6       | Albert Ausina (2)     | Aurteneche Maquinaria Araba/Álava (3)       | 35  |
| 7       | Sammy Monroe (2)      | Tenerife Baloncesto (2)                     | 36  |
| 8       | Isma Torres           | BC River Andorra                            | 28  |
| 9       | Georvys Elías         | Tenerife Baloncesto (3)                     | 29  |
| 10      | Javier Salsón         | Omnia CB Las Rozas (2)                      | 29  |
| 11      | Robert Joseph         | Fontedoso Carrefour El Bulevar de Ávila     | 27  |
| 12      | Ola Atoyebi           | Lan Mobel ISB                               | 33  |
| 13      | Papa Mbaye            | Barça Regal B                               | 25  |
| 14      | Nacho Guigou          | Tenerife Baloncesto (4)                     | 33  |
| 15      | Toni Vicens           | Aguas de Sousas Ourense                     | 28  |
| 16      | Adrián Laso           | Fontedoso Carrefour El Bulevar de Ávila (2) | 21  |
| 17      | Ola Atoyebi (2)       | Lan Mobel ISB (3)                           | 30  |
| 17      | José María Balmón (2) | Omnia CB Las Rozas (3)                      | 30  |
| 18      | Albert Ausina (3)     | Aurteneche Maquinaria Araba/Álava (4)       | 29  |
| 19      | Javier Salsón (2)     | Omnia CB Las Rozas (4)                      | 33  |
| 20      | Ander Ortiz de Pinedo | Aurteneche Maquinaria Araba/Álava (5)       | 25  |
| 21      | Albert Ausina (4)     | Aurteneche Maquinaria Araba/Álava (6)       | 40  |
| 22      | Alfredo Ott (2)       | Lan Mobel ISB (4)                           | 34  |
| 23      | Nick Wolf             | Omnia CB Las Rozas (5)                      | 38  |
| 24      | Bryan LeDuc           | Oviedo Club Baloncesto                      | 32  |
| 25      | Javier Salsón (3)     | Omnia CB Las Rozas (6)                      | 28  |
| 25      | Nick Wolf (2)         | Omnia CB Las Rozas (7)                      | 28  |
| 26      | David Ortega          | Oviedo Club Baloncesto (2)                  | 32  |